# 坂下門外之變
坂下門外之變是日本文久2年1月15日（1862年2月13日）尊攘派志士在江戶城坂下門外襲擊老中安藤信正事件。

## 背景
安藤在櫻田門外之變後與老中久世廣周共同掌握幕府實權，繼承井伊直弼的開國路線，並且為了恢復幕府威信而推動公武合體，最終促成了和宮降嫁，因此引起尊攘派志士的憤怒。
萬延元年（1860年）7月，水戶藩西丸帶刀、野村彝之介、住谷寅之介等和長州藩桂小五郎、松島剛藏等共同計畫暗殺安藤、襲擊橫濱的外國人，長州志士因故無法參與行動，遂由水戶志士獨立執行。
水戶志士之後與宇都宮的儒學者大橋訥庵等人合作，預定在1月15日諸大名登城拜謁將軍之際執行，但大橋訥庵等人因事洩被捕，最後行動仍由水戶志士為主。

## 暗殺
文久2年1月15日午前8時，安藤的行列接近坂下門時，遭到水戶藩浪士—平山兵介、小田彥三郎、黑澤五郎、高畑總次郎、下野國的醫師河野顯三、越後的醫師川本杜太郎襲擊。川本杜太郎佯裝成陳情的樣子迅速接近安藤的行列，向安藤的轎子開槍，子彈射中小姓的腳，其他五人以槍聲為暗號加入攻擊，平山兵介趁著混亂將刀刺入轎子，安藤背部受到輕傷但逃入城內。櫻田門外之變後，登城時大名的警備更為加強，因此浪士六人全數死於暗殺行動中。

## 影響
暗殺安藤雖然失敗，但是持續發生的幕閣襲擊事件使幕府的威信再受到打擊。事件後，安藤在4月被罷免，8月被命令隱居、蟄居，領地磐城平藩也被減封。